# 日産自動車九州硬式野球部
日産自動車九州硬式野球部（にっさんじどうしゃきゅうしゅうこうしき やきゅうぶ）は、福岡県京都郡苅田町に本拠地を置き、日本野球連盟に加盟している社会人野球の企業チームである。2010年から2023年11月まで休部したが、2023年12月に日本野球連盟に再度加盟が承認され、2024年より活動再開した。

## 概要
1986年1月、日産自動車の本社の硬式野球部に次ぐ、第二の社会人野球チームとして九州工場で『日産自動車九州硬式野球部』として創部した。
1987年、日本選手権に初出場（初戦敗退）。
1994年、藤井政夫の活躍と、3試合で22本塁打と打線が大爆発して都市対抗野球九州地区2次予選を突破して本戦に初出場を決め、本戦でもベスト8進出を果たす。
本社の硬式野球部とはまた一味違った叩き上げのチームであったが、ローソン（2002年に廃部）、神戸製鋼（2002年に休部）、新日本製鐵八幡（2003年に廃部）などから選手を受け入れるなど積極的な補強も行なった。
2002年11月20日、当時の主将であった丸山豊揚が、練習試合中に29歳の若さで急逝する。チームは「ドーム出場を捧げる」ことを目標に一丸となり、翌2003年の都市対抗野球では九州2次予選で九州第1代表の座をつかみ、本戦出場を果たした。
2009年2月9日、経済・金融危機を受け、本社の硬式野球部や卓球部、陸上部と共に同年限りをもって休部することを発表された。同年の都市対抗野球、日本選手権はいずれも予選で敗退した。2010年1月28日付けで、日本野球連盟から活動休止チームとして公示された。
2010年、休部時の監督・選手が中心となりクラブチームの『苅田ビクトリーズベースボールクラブ』が結成された。日本野球連盟においての登録上は別チームであるが、日産自動車九州からの支援を受けており、実質的には後継チームであった。日産自動車九州は2024年より苅田ビクトリーズを再び支援することを表明、ビクトリーズとしては解散した上でチームを引き継いで同年から日産自動車九州としての活動を再開した。再開に当たっては日産自動車九州の関連企業からも選手を採用していた苅田ビクトリーズからの流れを受け、広域複合企業チームとしての運営形態が採られている。

## 主要大会の出場歴・最高成績
- 都市対抗野球大会 - 出場6回、8強1回（1994年）
- 社会人野球日本選手権大会 - 出場9回、8強1回（1996年）
- JABA四国大会 - 優勝1回（1992年）
- JABA徳山(スポニチ)大会 - 優勝1回（1999年）

## 主な出身プロ野球選手
- 金田政彦（投手） - 1992年ドラフト2位でオリックス・ブルーウェーブに入団
- 藤井将雄（投手） - 1994年ドラフト4位で福岡ダイエーホークスに入団
- 杉本潔彦（投手） - 1997年ドラフト4位でオリックス・ブルーウェーブに入団
- 七條祐樹（投手） - 休部に伴い伯和ビクトリーズに移籍し、2010年ドラフト2位で東京ヤクルトスワローズに入団
- 星野雄大（捕手） - 休部に伴い伯和ビクトリーズに移籍後、四国アイランドリーグplus・香川オリーブガイナーズを経て、2012年ドラフト5位で東京ヤクルトスワローズに入団